# Europaspiele 2019/Badminton (Mixed)
Bei den Europaspielen 2019 in Minsk, Belarus, wurden vom 24. bis 30. Juni 2019 insgesamt fünf Wettbewerbe im Badminton ausgetragen. Folgend die Ergebnisse im Mixed.

## Setzliste
1. Chris Adcock / Gabrielle Adcock (Silber)
2. Marcus Ellis / Lauren Smith (Gold)
3. Mark Lamsfuß / Isabel Herttrich (Viertelfinale)
4. Thom Gicquel / Delphine Delrue (Bronze)

## Resultate

### Gruppenphase

#### Gruppe A
| Platz | Team                             | Pld | W | L | MF | MA | MD | GF | GA | GD | PF  | PA  | PD  | Pts | Qualifikation |
| ----- | -------------------------------- | --- | - | - | -- | -- | -- | -- | -- | -- | --- | --- | --- | --- | ------------- |
| 1     | Chris Adcock / Gabrielle Adcock  | 3   | 3 | 0 | 0  | 0  | 0  | 6  | 0  | +6 | 126 | 88  | +38 | 3   | Q             |
| 2     | Alex Vlaar / Mariya Mitsova      | 3   | 2 | 1 | 0  | 0  | 0  | 4  | 4  | 0  | 151 | 153 | −2  | 2   | Q             |
| 3     | Oliver Schaller / Céline Burkart | 3   | 1 | 2 | 0  | 0  | 0  | 3  | 5  | −2 | 140 | 157 | −17 | 1   |               |
| 4     | Jakub Bitman / Alžběta Bášová    | 3   | 0 | 3 | 0  | 0  | 0  | 2  | 6  | −4 | 141 | 160 | −19 | 0   |               |

| Datum          |                                | Ergebnis |                                | 1. Satz | 2. Satz | 3. Satz |
| -------------- | ------------------------------ | -------- | ------------------------------ | ------- | ------- | ------- |
| 24. Juni 09:00 | Alex Vlaar Mariya Mitsova      | 2–1      | Jakub Bitman Alžběta Bášová    | 21–18   | 18–21   | 21–16   |
| 24. Juni 10:20 | Chris Adcock Gabrielle Adcock  | 2–0      | Oliver Schaller Céline Burkart | 21–13   | 21–13   |         |
| 25. Juni 09:40 | Chris Adcock Gabrielle Adcock  | 2–0      | Alex Vlaar Mariya Mitsova      | 21–14   | 21–18   |         |
| 25. Juni 09:40 | Oliver Schaller Céline Burkart | 2–1      | Jakub Bitman Alžběta Bášová    | 16–21   | 21–19   | 21–16   |
| 27. Juni 10:00 | Chris Adcock Gabrielle Adcock  | 2–0      | Jakub Bitman Alžběta Bášová    | 21–17   | 21–13   |         |
| 27. Juni 10:40 | Oliver Schaller Céline Burkart | 1–2      | Alex Vlaar Mariya Mitsova      | 21–17   | 19–21   | 16–21   |

#### Gruppe B
| Platz | Team                                      | Pld | W | L | MF | MA | MD | GF | GA | GD | PF  | PA  | PD  | Pts | Qualifikation |
| ----- | ----------------------------------------- | --- | - | - | -- | -- | -- | -- | -- | -- | --- | --- | --- | --- | ------------- |
| 1     | Marcus Ellis / Lauren Smith               | 3   | 3 | 0 | 0  | 0  | 0  | 6  | 0  | +6 | 126 | 63  | +63 | 3   | Q             |
| 2     | Niclas Nøhr / Sara Thygesen               | 3   | 2 | 1 | 0  | 0  | 0  | 4  | 2  | +2 | 105 | 84  | +21 | 2   | Q             |
| 3     | Alberto Zapico / Lorena Uslé              | 3   | 1 | 2 | 0  | 0  | 0  | 2  | 4  | −2 | 78  | 112 | −34 | 1   |               |
| 4     | Valeriy Atrashchenkov / Yelyzaveta Zharka | 3   | 0 | 3 | 0  | 0  | 0  | 0  | 6  | −6 | 77  | 127 | −50 | 0   |               |

| Datum          |                            | Ergebnis |                                         | 1. Satz | 2. Satz | 3. Satz |
| -------------- | -------------------------- | -------- | --------------------------------------- | ------- | ------- | ------- |
| 24. Juni 09:45 | Marcus Ellis Lauren Smith  | 2–0      | Niclas Nøhr Sara Thygesen               | 21–14   | 21–6    |         |
| 24. Juni 18:30 | Alberto Zapico Lorena Uslé | 2–0      | Valeriy Atrashchenkov Yelyzaveta Zharka | 21–10   | 21–18   |         |
| 25. Juni 18:00 | Marcus Ellis Lauren Smith  | 2–0      | Alberto Zapico Lorena Uslé              | 21–12   | 21–13   |         |
| 25. Juni 18:40 | Niclas Nøhr Sara Thygesen  | 2–0      | Valeriy Atrashchenkov Yelyzaveta Zharka | 21–11   | 22–20   |         |
| 27. Juni 10:40 | Marcus Ellis Lauren Smith  | 2–0      | Valeriy Atrashchenkov Yelyzaveta Zharka | 21–14   | 21–4    |         |
| 27. Juni 11:20 | Niclas Nøhr Sara Thygesen  | 2–0      | Alberto Zapico Lorena Uslé              | 21–4    | 21–7    |         |

#### Gruppe C
| Platz | Team                                     | Pld | W | L | MF | MA | MD | GF | GA | GD | PF | PA | PD  | Pts | Qualifikation |
| ----- | ---------------------------------------- | --- | - | - | -- | -- | -- | -- | -- | -- | -- | -- | --- | --- | ------------- |
| 1     | Robin Tabeling / Selena Piek             | 2   | 2 | 0 | 0  | 0  | 0  | 4  | 1  | +3 | 99 | 78 | +21 | 2   | Q             |
| 2     | Mark Lamsfuß / Isabel Herttrich          | 2   | 1 | 1 | 0  | 0  | 0  | 2  | 2  | 0  | 67 | 73 | −6  | 1   | Q             |
| 3     | Paweł Śmiłowski / Magdalena Świerczyńska | 2   | 0 | 2 | 0  | 0  | 0  | 1  | 4  | −3 | 84 | 99 | −15 | 0   |               |
| —     | Misha Zilberman / Svetlana Zilberman     | 0   | 0 | 0 | 0  | 0  | 0  | 0  | 0  | 0  | 0  | 0  | 0   | 0   | Retired       |

| Datum          |                                        | Ergebnis |                                        | 1. Satz | 2. Satz | 3. Satz |
| -------------- | -------------------------------------- | -------- | -------------------------------------- | ------- | ------- | ------- |
| 24. Juni 12:00 | Mark Lamsfuß Isabel Herttrich          | 2–0      | Paweł Śmiłowski Magdalena Świerczyńska | 21–16   | 21–15   |         |
| 24. Juni 19:00 | Robin Tabeling Selena Piek             | 2–0      | Misha Zilberman Svetlana Zilberman     | 21–10   | 21–10   |         |
| 25. Juni 09:00 | Paweł Śmiłowski Magdalena Świerczyńska | 2–0      | Misha Zilberman Svetlana Zilberman     | 21–16   | 21–15   |         |
| 25. Juni 09:45 | Mark Lamsfuß Isabel Herttrich          | 0–2      | Robin Tabeling Selena Piek             | 17–21   | 8–21    |         |
| 27. Juni 10:00 | Mark Lamsfuß Isabel Herttrich          | w/o      | Misha Zilberman Svetlana Zilberman     |         |         |         |
| 27. Juni 11:20 | Paweł Śmiłowski Magdalena Świerczyńska | 1–2      | Robin Tabeling Selena Piek             | 12–21   | 21–14   | 20–22   |

#### Gruppe D
| Platz | Team                             | Pld | W | L | MF | MA | MD | GF | GA | GD | PF  | PA  | PD  | Pts | Qualifikation |
| ----- | -------------------------------- | --- | - | - | -- | -- | -- | -- | -- | -- | --- | --- | --- | --- | ------------- |
| 1     | Thom Gicquel / Delphine Delrue   | 3   | 3 | 0 | 0  | 0  | 0  | 6  | 2  | +4 | 165 | 128 | +37 | 3   | Q             |
| 2     | Sam Magee / Chloe Magee          | 3   | 2 | 1 | 0  | 0  | 0  | 5  | 3  | +2 | 157 | 137 | +20 | 2   | Q             |
| 3     | Evgeniy Dremin / Evgeniya Dimova | 3   | 1 | 2 | 0  | 0  | 0  | 4  | 4  | 0  | 148 | 141 | +7  | 1   |               |
| 4     | Aleksei Konakh / Kristina Silich | 3   | 0 | 3 | 0  | 0  | 0  | 0  | 6  | −6 | 62  | 126 | −64 | 0   |               |

| Datum          |                                | Ergebnis |                                | 1. Satz | 2. Satz | 3. Satz |
| -------------- | ------------------------------ | -------- | ------------------------------ | ------- | ------- | ------- |
| 24. Juni 18:15 | Thom Gicquel Delphine Delrue   | 2–0      | Aleksei Konakh Kristina Silich | 21–15   | 21–5    |         |
| 24. Juni 19:45 | Sam Magee Chloe Magee          | 2–1      | Evgeniy Dremin Evgeniya Dimova | 16–21   | 21–19   | 21–15   |
| 25. Juni 09:00 | Thom Gicquel Delphine Delrue   | 2–1      | Sam Magee Chloe Magee          | 20–22   | 21–19   | 21–16   |
| 25. Juni 12:00 | Aleksei Konakh Kristina Silich | 0–2      | Evgeniy Dremin Evgeniya Dimova | 8–21    | 14–21   |         |
| 27. Juni 10:00 | Aleksei Konakh Kristina Silich | 0–2      | Sam Magee Chloe Magee          | 9–21    | 11–21   |         |
| 27. Juni 10:45 | Thom Gicquel Delphine Delrue   | 2–1      | Evgeniy Dremin Evgeniya Dimova | 19–21   | 21–11   | 21–19   |

### Endrunde
|  | Viertelfinale | Viertelfinale                 | Viertelfinale             | Viertelfinale | Viertelfinale |                               |    | Halbfinale                    | Halbfinale | Halbfinale | Halbfinale | Halbfinale |  |  | Finale | Finale | Finale | Finale | Finale |
|  |               |                               |                           |               |               |                               |    |                               |            |            |            |            |  |  |        |        |        |        |        |
|  | 1             | Chris Adcock Gabrielle Adcock | 21                        | 19            | 21            |                               |    |                               |            |            |            |            |  |  |        |        |        |        |        |
|  |               | Niclas Nøhr Sara Thygesen     | 15                        | 21            | 15            |                               |    |                               |            |            |            |            |  |  |        |        |        |        |        |
|  | 1             | Niclas Nøhr Sara Thygesen     | 15                        | 21            | 15            | Chris Adcock Gabrielle Adcock | 21 | 21                            |            |            |            |            |  |  |        |        |        |        |        |
|  | 1             |                               |                           |               |               |                               | 21 | 21                            |            |            |            |            |  |  |        |        |        |        |        |
|  |               |                               | Sam Magee Chloe Magee     | 8             | 18            |                               |    |                               |            |            |            |            |  |  |        |        |        |        |        |
|  |               | Robin Tabeling Selena Piek    | Sam Magee Chloe Magee     | 8             | 18            | 19                            | 17 |                               |            |            |            |            |  |  |        |        |        |        |        |
|  |               |                               |                           |               |               | 19                            | 17 |                               |            |            |            |            |  |  |        |        |        |        |        |
|  |               | Sam Magee Chloe Magee         | 21                        | 21            |               |                               |    |                               |            |            |            |            |  |  |        |        |        |        |        |
|  |               |                               |                           |               |               |                               | 1  | Chris Adcock Gabrielle Adcock | 14         | 9          |            |            |  |  |        |        |        |        |        |
|  |               | 2                             | Marcus Ellis Lauren Smith | 21            | 21            |                               |    |                               |            |            |            |            |  |  |        |        |        |        |        |
|  |               | Alex Vlaar Mariya Mitsova     | 17                        | 15            |               |                               |    |                               |            |            |            |            |  |  |        |        |        |        |        |
|  | 4             | Thom Gicquel Delphine Delrue  | 21                        | 21            |               |                               |    |                               |            |            |            |            |  |  |        |        |        |        |        |
|  | 4             | Thom Gicquel Delphine Delrue  | 21                        | 21            | 4             | Thom Gicquel Delphine Delrue  | 19 | 12                            |            |            |            |            |  |  |        |        |        |        |        |
|  |               |                               |                           |               |               | Thom Gicquel Delphine Delrue  | 19 | 12                            |            |            |            |            |  |  |        |        |        |        |        |
|  |               | 2                             | Marcus Ellis Lauren Smith | 21            | 21            |                               |    |                               |            |            |            |            |  |  |        |        |        |        |        |
|  | 3             | 2                             | Marcus Ellis Lauren Smith | 21            | 21            | Mark Lamsfuß Isabel Herttrich | 22 | 11                            |            |            |            |            |  |  |        |        |        |        |        |
|  | 3             |                               |                           |               |               |                               | 22 | 11                            |            |            |            |            |  |  |        |        |        |        |        |
|  | 2             | Marcus Ellis Lauren Smith     | 24                        | 21            |               |                               |    |                               |            |            |            |            |  |  |        |        |        |        |        |